# Joel Kaye
Joey Lewis Kaye senior (* 20. August 1940 in Miami Beach; † 18. September 2022) war ein US-amerikanischer Jazzmusiker (Saxophone, Flöte, Klarinette, Arrangement, Komposition) und Bigband-Leader.

## Leben und Wirken
Kaye begann seine professionelle Jazzkarriere bereits vor seinem 20. Lebensjahr mit Auftritten mit der Billy May Band, dem Ralph Marterie Orchestra und bei Woody Herman and His Orchestra. 1961 begann er eine Zeitlang beim Tommy Dorsey Orchestra (Ghost Band) zu spielen; danach trat er dem Stan  Kenton Orchester bei und tourte mit ihm. Bis 1963 spielte er Bariton- und Bass-Saxophone für Kentons Orchester und war auch an sechs Alben beteiligt, darunter Horns Of Plenty, Vol. 2, Adventures in Jazz und Adventures in Time. Nachdem sich das Kenton Orchestra auflöst hatte, kehrte Kaye nach New York zurück und begann eine Karriere als Theater- und Studiomusiker, spielte mit dem NBC Studio Orchestra, in der Jonathan Winters Show, in der Tonight Show mit Doc Severinsen und auf fünf Grammy-prämierten Alben. Während dieser Zeit studierte er bei einem seiner Musikidole, dem Komponisten Johnny Richards.
1973 gründete Kaye das New York Neophonic Orchestra, spielte in Konzertsälen rund um New York und nahm in den nächsten 15 Jahren vier Alben auf. In seinem Orchester spielten Musiker wie John Eckert, Gerry Chamberlain, Sam Burtis, David Taylor und Lew Del Gatto. 1988 zog Kaye nach Denver, wo er eine neue Version des Neophonic Jazz Orchestra gründete, sieben Jahre lang im Vartan’s Jazz Club auftrat und zwei Alben für die Reihe Live at Vartan’s Jazz aufnahm. Während seiner Jahre in Denver begann er, die Musik von Johnny Richards und Stan Kenton auf den Symposien des Los Angeles Jazz Institute zu dirigieren, und tourte auch mit der Kenton Alumni Band (Have Band Will Travel, 2008). 2014 zog er ganzjährig nach Madison, wo er seine letzte Inkarnation des Neophonic Jazz Orchestra leitete und weiterhin Musik komponierte und arrangierte. Im Bereich des Jazz war er laut Tom Lord zwischen 1961 und 2018 an 70 Aufnahmesessions beteiligt, außer den Genannten auch mit  Ray Starling, Quincy Jones (Walking in Space), Barry Miles, Eumir Deodato, Marlene VerPlanck, Cleo Laine und zuletzt mit dem  Stan Kenton Legacy Orchestra (Flyin' Through Florida).
Scott Yanow verlieh dem Album Live at Vartan Jazz in Allmusic vier Sterne und schrieb, auch wenn die Musik konventionell und swingend sei, gebe es viele einfallsreiche und überraschende Segmente. Zwar seien unter den Sidemen keine großen Namen, aber die Musikalität sei exzellent und die Solisten durchwegs spannend. In der Tat sei dies eine der lohnendsten Big-Band-Aufnahmen des Jahres.

## Diskographische Hinweise
- Joel Kaye and His New York Neophonic Orchestra: New York Neophonic (1988)
- New York Neophonic Jazz Orchestra: New Horizons, Vol. 2 (1988)
- Joel Kaye and his Neophonic Jazz Orchestra: Live at Vartan Jazz (1997)